# Marennes (Charente Marítim)
|  | Per a altres significats, vegeu «Cantó de Marennes». |

Marennes és un municipi francès al departament del Charente Marítim (regió de la Nova Aquitània). L'any 2007 tenia 5.315 habitants.

## Demografia

### Població
El 2007 la població de fet de Marennes era de 5.315 persones. Hi havia 2.300 famílies de les quals 736 eren unipersonals (304 homes vivint sols i 432 dones vivint soles), 856 parelles sense fills, 524 parelles amb fills i 184 famílies monoparentals amb fills.
La població ha evolucionat segons el següent gràfic:

### Habitatges
El 2007 hi havia 3.313 habitatges, 2.360 eren l'habitatge principal de la família, 669 eren segones residències i 284 estaven desocupats. 2.533 eren cases i 503 eren apartaments. Dels 2.360 habitatges principals, 1.511 estaven ocupats pels seus propietaris, 782 estaven llogats i ocupats pels llogaters i 67 estaven cedits a títol gratuït; 37 tenien una cambra, 212 en tenien dues, 471 en tenien tres, 802 en tenien quatre i 838 en tenien cinc o més. 1.751 habitatges disposaven pel capbaix d'una plaça de pàrquing. A 1.226 habitatges hi havia un automòbil i a 811 n'hi havia dos o més.

### Piràmide de població
La piràmide de població per edats i sexe el 2009 era:
| Homes | Edats   | Dones |
| ----- | ------- | ----- |
| 4     | 95 o +  | 12    |
| 16    | 90 a 94 | 24    |
| 60    | 85 a 89 | 60    |
| 36    | 80 a 84 | 96    |
| 120   | 75 a 79 | 140   |
| 116   | 70 a 74 | 156   |
| 188   | 65 a 69 | 156   |
| 148   | 60 a 64 | 164   |
| 132   | 55 a 59 | 140   |
| 176   | 50 a 54 | 156   |
| 140   | 45 a 49 | 140   |
| 160   | 40 a 44 | 176   |
| 156   | 35 a 39 | 148   |
| 140   | 30 a 34 | 156   |
| 112   | 25 a 29 | 116   |
| 96    | 20 a 24 | 88    |
| 156   | 15 a 19 | 92    |
| 136   | 10 a 14 | 100   |
| 160   | 5 a 9   | 140   |
| 100   | 0 a 4   | 92    |

## Economia
El 2007 la població en edat de treballar era de 3.110 persones, 2.133 eren actives i 977 eren inactives. De les 2.133 persones actives 1.870 estaven ocupades (956 homes i 914 dones) i 263 estaven aturades (100 homes i 163 dones). De les 977 persones inactives 467 estaven jubilades, 207 estaven estudiant i 303 estaven classificades com a «altres inactius».

### Ingressos
El 2009 a Marennes hi havia 2.508 unitats fiscals que integraven 5.497,5 persones, la mediana anual d'ingressos fiscals per persona era de 16.134 €.

### Activitats econòmiques
Dels 351 establiments que hi havia el 2007, 6 eren d'empreses extractives, 6 d'empreses alimentàries, 3 d'empreses de fabricació de material elèctric, 19 d'empreses de fabricació d'altres productes industrials, 55 d'empreses de construcció, 76 d'empreses de comerç i reparació d'automòbils, 11 d'empreses de transport, 24 d'empreses d'hostatgeria i restauració, 3 d'empreses d'informació i comunicació, 21 d'empreses financeres, 22 d'empreses immobiliàries, 36 d'empreses de serveis, 38 d'entitats de l'administració pública i 31 d'empreses classificades com a «altres activitats de serveis».
Dels 102 establiments de servei als particulars que hi havia el 2009, 1 era una oficina d'administració d'Hisenda pública, 1 gendarmeria, 1 oficina de correu, 5 oficines bancàries, 3 funeràries, 9 tallers de reparació d'automòbils i de material agrícola, 1 establiment de lloguer de cotxes, 3 autoescoles, 10 paletes, 8 guixaires pintors, 7 fusteries, 3 lampisteries, 8 electricistes, 6 empreses de construcció, 7 perruqueries, 1 veterinari, 1 agència de treball temporal, 14 restaurants, 7 agències immobiliàries, 3 tintoreries i 3 salons de bellesa.
Dels 35 establiments comercials que hi havia el 2009, 1 era un hipermercat, 1 un supermercat, 1 una gran superfície de material de bricolatge, 2 botiges de menys de 120 m², 4 fleques, 3 carnisseries, 4 peixateries, 2 llibreries, 6 botigues de roba, 1 una sabateria, 2 botigues d'electrodomèstics, 1 una botiga de mobles, 1 una botiga de material esportiu, 2 joieries i 4 floristeries.
L'any 2000 a Marennes hi havia 19 explotacions agrícoles que ocupaven un total de 595 hectàrees.

## Equipaments sanitaris i escolars
El 2009 hi havia un hospital de tractaments de curta durada, un hospital de tractaments de mitjana durada (seguiment i rehabilitació), dues farmàcies i tres ambulàncies. El 2009 hi havia una escola maternal i una escola elemental. Marennes disposava d'un col·legi d'educació secundària amb 525 alumnes.

## Poblacions més prop
El següent diagrama mostra les poblacions més prop.